# Julije Paul
Julije Paul (lat. Iulius Paulus, grč. Ιούλιος Παύλος), poznat i kao Pavle, je istaknuti rimski pravnik iz drugog stoljeća nove ere. Bio je Papinijanov učenik. Drugi je po zastupljenosti i citiranju  svojih dela u Digesta (šestina Justinijanovih digesta se sastoji od fragmenata Paulovih radova).

## Djela
Veliki broj njegovih djela je namijenjen nastavi (Institutiones, Manualia, Regulae). Osim toga ostavio je komentar pretorskom ediktu (Libri ad edictum, u 16 knjiga) te mnoge druge komentare i monografije. Poznato je i njegovo djelo Sententiae (Sententiarum ad filium libri quinque), jedno od rijetkih neposredno sačuvanih klasičnih djela uz brojne prerade u postklasičnom periodu.
Poznat je po izvanrednoj definiciji obligacionog odnosa koja glasi:  (Suština obligacija ne sastoji se u tome da nam neko pribavi stvar ili službenost, nego da drugoga obaveže prema nama da nam nešto prenese u svojinu, da nam nešto učini ili da na nas prenese državinu).
U Digestama, Paul je napisao odlomak o novcu. Paulus je predstavio teoriju o novcu, sličnu Aristotelu, da je nastao zbog neprijatnosti trampe (tj. sa pretpostavkom o početnoj ekonomiji razmjene u naturi ili "barteru" koja prethodi novcu).